# فلواتی‌زولام
فلواتی‌زولام (انگلیسی: Fluetizolam) یک مشتق تینوتریازولودیازپین با اثرات آرام بخش و ضد اضطراب قوی است که به عنوان یک داروی طراح فروخته شده‌است.